# Municipio de Orange (Minnesota)
El municipio de Orange (en inglés: Orange Township) es un municipio ubicado en el condado de Douglas en el estado estadounidense de Minnesota. En el año 2010 tenía una población de 313 habitantes y una densidad poblacional de 3,37 personas por km².

## Geografía
El municipio de Orange se encuentra ubicado en las coordenadas 45°48′28″N 95°11′30″O / 45.80778, -95.19167. Según la Oficina del Censo de los Estados Unidos, el municipio tiene una superficie total de 92.96 km², de la cual 89,97 km² corresponden a tierra firme y (3,22 %) 2,99 km² es agua.

## Demografía
Según el censo de 2010, había 313 personas residiendo en el municipio de Orange. La densidad de población era de 3,37 hab./km². De los 313 habitantes, el municipio de Orange estaba compuesto por el 99,36 % blancos, el 0,64 % eran de otras razas. Del total de la población el 0,64 % eran hispanos o latinos de cualquier raza.